# Black Box (album de Brown Eyed Girls)
Pour les articles homonymes, voir Black Box.
Albums de Brown Eyed Girls
Sixth Sense
(2011) Basic
(2015)
Black Box est le cinquième album de Brown Eyed Girls, sorti sous le label NegaNetwork le 30 juillet 2013 en Corée du Sud.

## Liste des titres
| 1. | After club                | 3:54 |
| 2. | Naragallae (날아갈래)     | 3:17 |
| 3. | Kill Bill                 | 3:26 |
| 4. | Boy                       | 3:30 |
| 5. | Satisfaction              | 3:38 |
| 6. | Mystery Survivor          | 3:45 |
| 7. | Geojismariya (거짓말이야) | 3:36 |
| 8. | Recipe (레시피)           | 3:42 |
| 9. | Good fellas               | 3:59 |